# Porcellio hatayensis
Porcellio hatayensis är en kräftdjursart som beskrevs av Karl Wilhelm Verhoeff1949. Porcellio hatayensis ingår i släktet Porcellio och familjen Porcellionidae. Inga underarter finns listade i Catalogue of Life.